# Goldbergvariaties

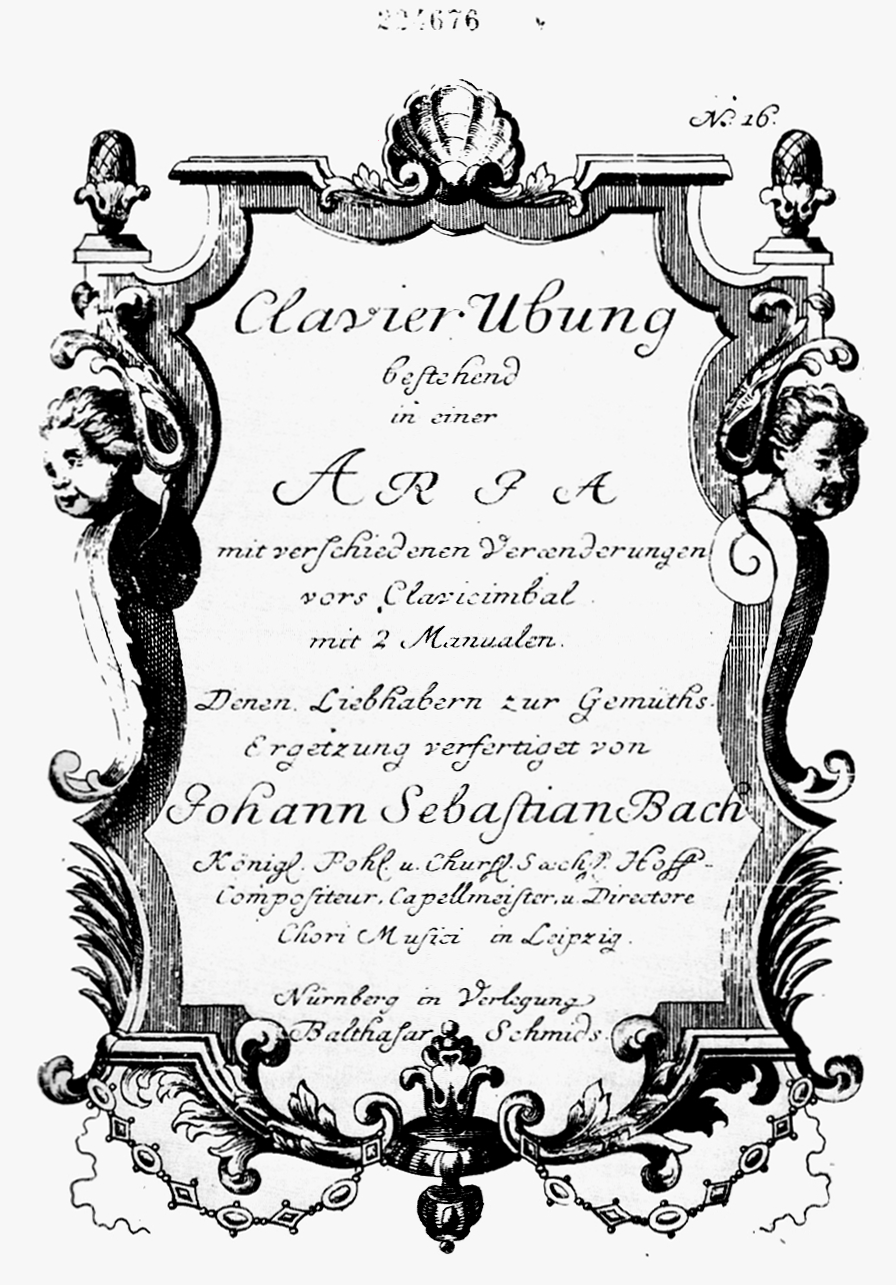
Titelpagina van de eerste editie

De Goldbergvariaties BWV 988 vormen tezamen een muziekwerk van de Duitse componist Johann Sebastian Bach (1685-1750). De compositie bestaat uit een instrumentale aria gevolgd door dertig 'veranderingen' zoals het titelblad van de oorspronkelijke uitgave aangeeft, waarna de aria wordt herhaald. 
Bach schreef dit werk voor klavecimbel met twee manualen, al voert men het ook veel uit op de piano, het typische klavecimbelidioom van de cyclus ten spijt.
 
Dat Bach de cyclusonderdelen met 'veranderingen' aanduidt en niet met 'variationes', 'partite' etc., duidt erop dat hij het uitgangspunt van de cyclus (de 'aria') in zijn geheel behandelt: zowel de (reeds rijk omspeelde) melodie in hoge ligging als de harmonische opbouw in de begeleiding in middenligging die beide op de 'dragende' baspartij zijn gebaseerd.

## Ontstaansgeschiedenis
Bach componeerde zijn cyclus op basis van één thema. Omstreeks 1740 noteerde hij het - een 'Aria' - in het Klavierbüchlein für Anna Magdalena Bach, dus in de periode dat de uitgave verzorgd door Balthasar Schmid in Neurenberg van zijn variatiecyclus volop in ontwikkeling was. De baslijn van de beginmaten is identiek aan de ostinatobas van George Frederic Händels Chaconne avec 62 variations die in 1703-1706 ontstond en in 1733 voor het eerst in Londen in druk verscheen.
 
Deze compositiecyclus was reeds een jaar eerder apart in druk verschenen bij de Amsterdamse muziekdrukker Witvogel, bij wie in 1735/36 klavecimbelwerken van de Duits-Nederlandse klaviervirtuoos Conrad Friedrich Hurlebusch (organist van de Oude Kerk in Amsterdam) in druk waren verschenen. Bach fungeerde daarvoor in Leipzig als de plaatselijke verkoper.
De aanname is reëel dat Bach Händels compositiecyclus gekend heeft, onder meer getuige het feit dat hij uitgerekend het vrij conventionele ostinatothema (met acht noten) ervan als uitgangspunt nam voor de in 1975 ontdekte veertien canons (BWV 1087) aan het einde van zijn eigen variatiecyclus, met de hand geschreven in een exemplaar van de uitgave, op de keerzijde van de laatste pagina na de herhaalde Aria. Twaalf van deze canons waren tot dan toe onbekend, wat deze handgeschreven toevoeging tot een van de belangrijkste Bach-ontdekkingen van de laatste decennia maakt.
Men veronderstelt dat Bach geprikkeld moet zijn geraakt met name door de vrij eenvoudige tweestemmige canon aan het einde van Händels variatiecyclus, die bij hem een ware stroom aan complexe contrapuntische invallen teweegbracht. Bachs eerste biograaf Forkel memoreert dat het voor Bach gewoon was om vrijelijk en creatief met hem inspirerend compositiemateriaal van anderen om te gaan, bijvoorbeeld door het gehele vormmodel ervan over te nemen en/of door thematisch materiaal (en zelfs de bewerking ervan in het origineel) te veranderen en zelfs uit te breiden.

Zo ook wat betreft Händels eenvoudige ostinatobas in de Aria waarvoor dit in aanleg slechts het dragende fundament is, maar dat langzamerhand een geraffineerd vervolg krijgt. Dit zet de toon voor het geheel van alle 'veranderingen' die daarop in toenemende complexiteit volgen.
De cyclus werd in de herfst van 1741 in Neurenberg gedrukt, als vierde en laatste deel van een reeks uitgaven, Clavier-Übung (klavieroefening) getiteld, waarmee Bach wijdere bekendheid wilde verwerven. Ook was de verkoop ervan, onder andere aan de ambtswoning van Bach aan het Thomaskirchhof in Leipzig, voor hem een welkome bron van inkomen. De aanschafkosten van de eerste uitgave bedroegen, omgerekend naar nu, ruim 28 euro wat toentertijd een zeer kostbare aanschaf was.
Het titelblad draagt het volgende opschrift:
"Klavieroefening, bestaande uit een ARIA met verscheidene veranderingen voor klavecimbel met 2 manualen, gecomponeerd voor de liefhebbers ter verstrooiing van hun gemoed door Johann Sebastian Bach"
De variaties danken hun naam Goldberg-Variationen, ook wel Goldberg’sche Variationen, aan een anekdote uit een vroege biografie van Bach, geschreven door Johann Nikolaus Forkel in 1802. Volgens hem schreef Bach het werk op aandringen van de gezant van Rusland in Saksen, graaf Hermann Carl von Keyserlingk, die een jonge klavecinist in zijn dienst had, Johann Gottlieb Goldberg (1727-1756). Als de graaf last had van slapeloosheid, liet hij Goldberg delen van de variatiecyclus spelen. Zo groot was de dankbaarheid van graaf Keyserlingk om de hoge kwaliteit van de compositiecyclus, dat hij Bach een gouden beker schonk, gevuld met honderd Louis d'Or.
 
Tegenwoordig bestaan er ernstige twijfels over de geschiedkundige correctheid van Forkels verhaal. Waarschijnlijker is dat Bach een rijk ingebonden drukexemplaar van de cyclus, ongetwijfeld van een speciale opdracht voorzien, aan de zeer invloedrijke edelman-diplomaat ten geschenke gaf. Ware de cyclus in opdracht van de graaf gecomponeerd dan was dit, conform de conventies van die tijd, op het titelblad van de oorspronkelijke uitgave uit 1741 vermeld, wat niet het geval is.
De Goldbergvariaties zijn een scharniermoment in het oeuvre van Bach. Ze zijn de eerste in een reeks van meer contrapuntisch geaarde composities, in 'Stilo antico' geschreven, die kenmerkend zijn voor Bach scheppingen in het laatste decennium van zijn leven, zoals het Musikalisches Opfer, het tweede deel van het Wohltemperierte Clavier en Die Kunst der Fuge.
Schetsen noch enig ander handgeschreven notenmateriaal van de compositiecyclus zijn overgeleverd, maar in 1974 werd een exemplaar van de eerste uitgave ontdekt waarin correcties en tempo-aanduidingen in Bachs handschrift blijken te zijn aangebracht. Bovendien stonden op de keerzijde van de laatste bladzijde nog de veertien bijkomende canons in Bachs handschrift.

## Opbouw
De compositiecyclus wordt ingeleid met een aria, een zeer lieflijke sarabande. Hierop volgen dertig variaties die met een letterlijke herhaling van de aria worden uitgeleid. Bijna alle variaties staan in de toonsoort G majeur, alleen variatie 15, 21 en 25 staan in g mineur. De variaties volgen niet de melodie van de aria, maar eerder het harmonisch verloop van de uit 32 'fundament-noten' opgebouwde baslijn.
Elke derde variatie is een intervalcanon, waarbij de intervallen in de opeenvolgende canons steeds groter worden, van prime tot none. De dertigste variatie is evenwel geen canon maar een quodlibet of potpourri, waarin Bach twee populaire liedjes uit zijn tijd muzikaal vermengt: Ich bin so lang nicht bei Dir g'west (Ik ben zo lang niet bij jou geweest) en Kraut und Ruben haben mich vertrieben (Zuurkool en rapen hebben mij weggejaagd). Volgens sommige beschouwers bedoelt Bach met dit mopje (scherzo) dat al die qua complexiteit toenemende variaties (zuurkool en rapen) de melodielijn van de oorspronkelijke aria hebben weggejaagd van de baslijn, maar dat de hereniging op komst is. Daarnaast is een zekere parallel hoorbaar tussen de openingsmelodie en het cantus firmus "Was Gott tut, das ist wohlgetan". Dat is in lijn met de formele en statige harmonisatie van het quodlibet.
Er is een opvallende overeenkomst tussen het thematisch materiaal van de aria en het volksliedje "Kraut und Rüben". Bach heeft dan ook de aria voor Anna Magdalena geschreven met gebruikmaking van dit volksliedje.  
De cyclus van 32 delen bevat ook een nauwe relatie tussen het 'geheel' en de 'details'. Zo zijn er 32 fundamentnoten. De cyclus wordt halverwege gesplitst door variatie 16 die een ouverture is. Elk deeltje (elke variatie) valt ook in twee delen uiteen (de zogeheten 'forma bipartita'), waardoor de 32 fundamentnoten - die het harmonisch geraamte van elke variatie bepalen - ook in twee helften gesplitst kunnen worden.

## Overzicht van de 32 delen
Aria
Variatio 1
Variatio 2
Variatio 3 Canone all'unisuono
Variatio 4
Variatio 5
Variatio 6 Canone alla secunda
Variatio 7 al tempo di giga
Variatio 8
Variatio 9 Canone alla terza
Variatio 10 fughetta
Variatio 11
Variatio 12 Canone alla quarta
Variatio 13
Variatio 14
Variatio 15 Canone alla quinta, andante
Variatio 16 ouverture
Variatio 17
Variatio 18 Canone alla sesta
Variatio 19
Variatio 20
Variatio 21 Canone alla settima
Variatio 22 alla breve
Variatio 23
Variatio 24 Canone all'ottava
Variatio 25 adagio
Variatio 26
Variatio 27 Canone alla nona
Variatio 28
Variatio 29
Variatio 30 Quodlibet
Aria da capo e fine

## Originele partituren
Volgens Bachbiograaf Christoph Wolff zijn er slechts 18 originele drukexemplaren van de laatste aflevering van de Clavier-Übungreeks bekend, waaronder één in een particuliere verzameling, namelijk de privébibliotheek van James J. Fuld, New York. In de 18e eeuw was het uitgeven van bladmuziek een zeldzame onderneming. Er zijn maar tien van Bachs werken tijdens zijn leven gedrukt. Daarbij was Bachs muziek tijdens zijn leven geen 'bestseller'. Bekend is dat er zes jaar na zijn dood amper dertig exemplaren van Die Kunst der Fuge verkocht waren. In die omstandigheden is het dus een klein mirakel dat er nog achttien exemplaren van de eerste uitgave van de Goldbergvariaties bestaan.
De originele partituur kan men inzien in de volgende bibliotheken:
- Bibliothèque Nationale, Parijs (Bachs eigen exemplaar met correcties en toevoegingen)
- Staatsbibliothek Preussisscher Kulturbesitz Berlijn
- Deutsche Staatsbibliothek, Berlijn
- Sächsische Landesbibliothek, Dresden
- Musikbibliothek der Stadt Leipzig aus der Musikbibliothek Peters
- Nationale Forschungs- und Gedenkstätten der klassischen deutschen Literatur in Weimar, Goethe- und Schiller-Archiv, Goethes Notensammlung
- Riemenschneider Memorial Library, Baldwin-Wallace College, Bereo/Ohio
- Nederlands Muziek Instituut, Den Haag, 'Bach-Doos'
- Kongelige Bibliothek, Kopenhagen
- British Library, Londen, Sammlung Hirsch
- British Library, Londen
- Yale University Library, New Haven
- Princeton University Library
- Sibley Music Library, Eastman School of Music, University of Rochester
- Library of Congress, Washington
- Österreichische Nationalbibliothek, Wenen

## Opnamen
De Goldbergvariaties behoren tot de populairste werken van Bach, en er bestaan tal van opnamen. De duur van een uitvoering kan variëren van veertig tot tachtig minuten, naargelang de tempi en het aantal herhalingen dat de uitvoerder in acht neemt.
Het werk is onlosmakelijk verbonden met de carrières van de Poolse Wanda Landowska, die in 1931 de eerste grammofoonplaatopname maakte voor klavecimbel, en van de Canadese pianist Glenn Gould, die met een bijzondere vertolking internationaal doorbrak in 1955, en het een tweede maal op plaat zette kort voor zijn dood in 1982. Beide opnamen zijn legendarisch – Gould kreeg er in 1983 twee Grammy Awards voor. De klavecinist Gustav Leonhardt nam het werk driemaal op. Muzikant en dirigent Gary Cooper bracht de Goldbergvariaties tijdens zijn internationale tournee in 2000 ten gehore.
Naast uitvoeringen op klavecimbel en piano bestaan er vele transcripties voor andere instrumenten, zoals strijkers, gitaar, fluit, accordeon en synthesizer.

## Literaire thematiek
De Goldbergvariaties spelen een rol in de Nederlandstalige literaire fictie. In haar roman Contrapunt (2008) suggereert schrijfster Anna Enquist dat Bach de muziek van de Goldbergvariaties in anderhalf jaar tijd componeerde als reactie op de dood van zijn zoon Johann Gottfried Bernhard, kind uit Bachs huwelijk met Maria Barbara: "Zo ontstond de ongehoorde muziek die later de naam 'Goldbergvariaties' zou krijgen, bedoeld om het gemoed van muziekliefhebbers te verkwikken, zoals op de voorpagina stond. Dat was een leugen: het voornaamste doel van de variaties was dat zij de schepper ervan voor krankzinnigheid moesten behoeden". In de roman Goldberg (2015) laat Bert Natter zijn hoofdpersonage op historisch onderzoek gaan naar de figuur Goldberg en de Goldbergvariaties. Ook in Leon de Winters boek Geronimo spelen de variaties een rol.

## Trivia
- Diverse Bach-onderzoekers hebben getracht de structuur en vorm van de Goldbergvariaties te verklaren vanuit (getals)symbolische motieven die Bach wellicht gehad heeft. Ook zou Bach dit als wereldlijke muziek bekendstaande stuk met meer spirituele bedoelingen geschreven hebben. De prominentie van de getallen 3 (Heilige Drie-eenheid) (elke derde variatie een canon met drie stemmen, in totaal 9 (3x3) canons, waarbij de 9e (variatie 27 (3x3x3) een nonecanon zonder baslijn is) alsmede de tekstuele uitleg van de QuodLibet-liedjes (variatie 30, waar men een canon zou verwachten) waar de wens om terugkeer niet enkel van de beginaria maar van Jezus op aarde in zou kunnen worden gezien, zouden deze theorie ondersteunen.[5]
- De jazzmusicus Uri Caine[6] maakte een zeer parodische serie van 72 nieuwe variaties in allerlei stijlen op de Goldbergvariaties. (Winter & Winter 910 054-2)
- De eigentijdse pianiste Tomoko Mukaiyama speelt in haar concertprogramma 'Wasted' een bewerking op de Goldbergvariaties;[7] zij combineert het pianowerk met architectuur, beeld en kleding. Over deze uitvoering is een VPRO-documentaire gemaakt.